# Herminia incultalis
Herminia incultalis är en fjärilsart som beskrevs av John Henry Leech 1889. Herminia incultalis ingår i släktet Herminia och familjen nattflyn. Inga underarter finns listade i Catalogue of Life.